# Małgorzata Podzielny
Małgorzata Agata Podzielny (ur. 15 lutego 1979 we Wrocławiu) – polska dyrygentka, dr hab. sztuki, wykładowczyni Akademii Muzycznej im. Karola Lipińskiego we Wrocławiu, specjalizuje się w pracy z chórami dziecięcymi oraz młodzieżowymi.

## Życiorys

### Wykształcenie
Absolwentka Wydziału Edukacji Muzycznej (w klasie dyrygowania prof. Marii Oraczewskiej-Skorek) oraz Wydziału Kompozycji, Dyrygentury, Teorii Muzyki i Muzykoterapii (specjalność teoria muzyki) AM we Wrocławiu.
W 2010 r. uzyskała stopień doktora sztuki. Ukończyła także Podyplomowe Studia Chórmistrzostwa i Emisji Głosu w Bydgoszczy.

### Działalność naukowa
W latach 2003–2010 wykładała i pełniła funkcję kierowniczki Studium Muzyki Kościelnej przy Wydziale Teologicznym Uniwersytetu Opolskiego.
Jest adiunktką na Wydziale Edukacji Muzycznej, Chóralistyki i Muzyki Kościelnej AM we Wrocławiu. Prowadzi tam klasę dyrygowania oraz metodykę prowadzenia zespołów dziecięcych z emisją głosu.
Specjalizuje się w kreowaniu brzmienia chórów dziecięcych i młodzieżowych.
W 2014 r. wrocławska AM wydała opracowaną przez nią książkę pt. Kształtowanie postawy artystycznej młodego chórzysty. Prowadzi seminaria poświęcone chóralistyce oraz warsztaty wokalne dla chórów dziecięcych i młodzieżowych.

### Prowadzenie chórów

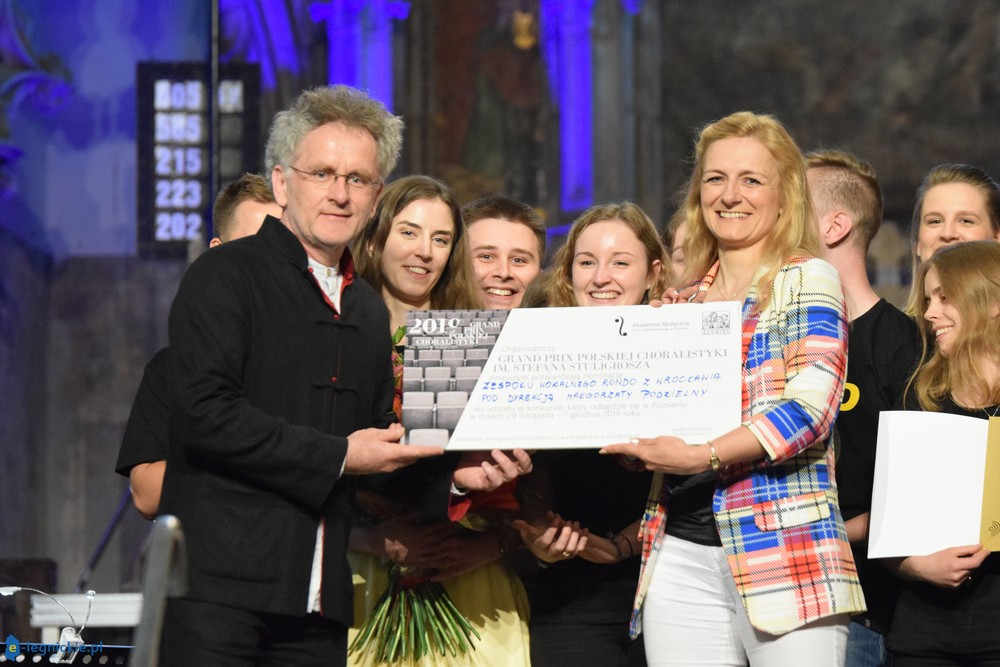
Małgorzata Podzielny i zespół Rondo odbierają zaproszenie do Grand Prix Polskiej Chóralistyki z rąk Marka Gandeckiego, dyrektora konkursu. Legnica Cantat 50., 2019

Małgorzata Podzielny prowadzi Chór „Con Brio” w Szkole Muzycznej I st. im. Grażyny Bacewicz we Wrocławiu (od 2002 r.).
Jest też dyrygentką i kierowniczką artystyczną Zespołu Wokalnego Rondo, złożonego z absolwentów „Con Brio” (od 2006 r.), a także dyrektorką artystyczną Chóru Chłopięcego NFM (od 2009 r.). Wielokrotnie zdobywała nagrody dla najlepszej dyrygentki podczas konkursów chóralnych.
Prowadzony przez nią zespół „Rondo” jest laureatem około 60 nagród w wielu krajowych i międzynarodowych konkursach chóralnych (m.in. Grand Prix 20. Łódzkiego Festiwalu Chóralnego Cantio Lodziensis (2017), II miejsce w kategorii głównej i kategorii utworów ludowych w 55. Internationaler Chowettbewerb Spittal an der Drau w Austrii (2018), Grand Prix w 3. Ogólnopolskim Konkursie Chóralnym Cantu Gaudeamus w Białymstoku (2018), Złota Lutnia 50. jubileuszowego Festiwalu Chóralnego Legnica Cantat w 2019) oraz 2. Grand Prix Polskiej Chóralistyki im. Stefana Stuligrosza w Poznaniu (2019) (będącego turniejem turniejów, rywalizują w nim bowiem zwycięzcy najbardziej cenionych festiwali chóralnych w Polsce).

## Nagrody i wyróżnienia
- Zasłużony dla Kultury Polskiej[3]
- Nagroda II stopnia Ministra Kultury i Dziedzictwa Narodowego[3]
- Brązowy Krzyż Zasługi (2018)[1][10]
- nagroda specjalna dla najlepszego dyrygenta XV Międzynarodowego Festiwalu Chórów Gaude Cantem im. Kazimierza Fobera w Bielsku-Białej[6]